# كحل أبيض
كحل أبيض هو مسلسل سعودي يتحدث عن فتاة اسمها رهف، تعاني من مشاكل مع أسرتها، وزواج والدها من أمرأة أخرى، وعندها يٌعجب بها شاب مهووس يقرر اختطافها، ويبدأ في ابتزازها، مما يجعل الفتاة في وضع نفسي صعب، المسلسل من بطولة تركي اليوسف وشيماء سبت والعنود سعود، وتأليف نور الحجي، وإخراج محمد حشكي

## طاقم التمثيل
- تركي اليوسف بدور جاسم
- شيماء سبت بدور حصة
- العنود سعود بدور رهف
- منى الزدجالي أماني
- جبران الجبران بدور مشاري
- عزيز غرباوي بدور أسر
- فارس الخالدي بدور سلطان
- جوليا شواشي بدور دانا
- طارق النفيسي بدور مروان
- أحمد الرشيد بدور عزام
- جورج قبيلي بدور صديق عزام
- نورهان برهان

وغيرهم